# アジナーラ島

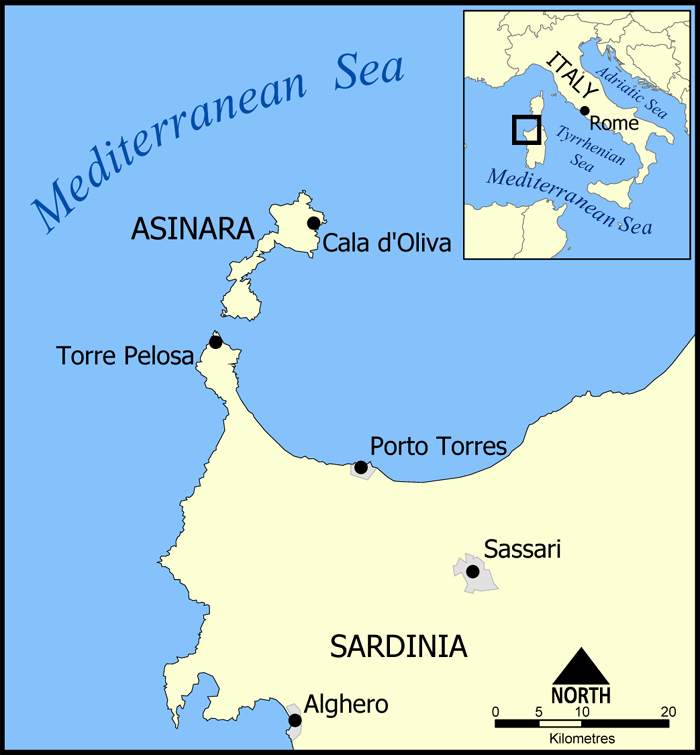

アジナーラ島 （アジナーラとう、イタリア語: Asinara）は、イタリア共和国サルデーニャ州北西部にある島。行政上はサッサリ県ポルト・トッレス市に属する。住民はおよそ700人。
サルデーニャ島の北西部にあり、山がちで岩の多い島である。新鮮な水が手に入りにくいことから、植生は貧しい。島は近年、海洋・野生保護区に指定されている。アルビノのロバなど、島独特の希少な動物が暮らす。
アジナーラ島の所有は、歴史的にピサ共和国、ジェノヴァ共和国、アラゴン王国の間で争われてきた。1721年、サヴォイア家のサルデーニャ王国の領有となった。さらにその後、検疫と刑務所の島へと変えられた。第一次世界大戦中には、戦争捕虜らが収容された。1936年から1941年まで、イタリアの軍事侵攻で属国化したエチオピア王族をこの島で幽閉していた。1997年まで、セキュリティーを厳しくし、マフィアの犯罪者、テロリストを収容する地でもあった。

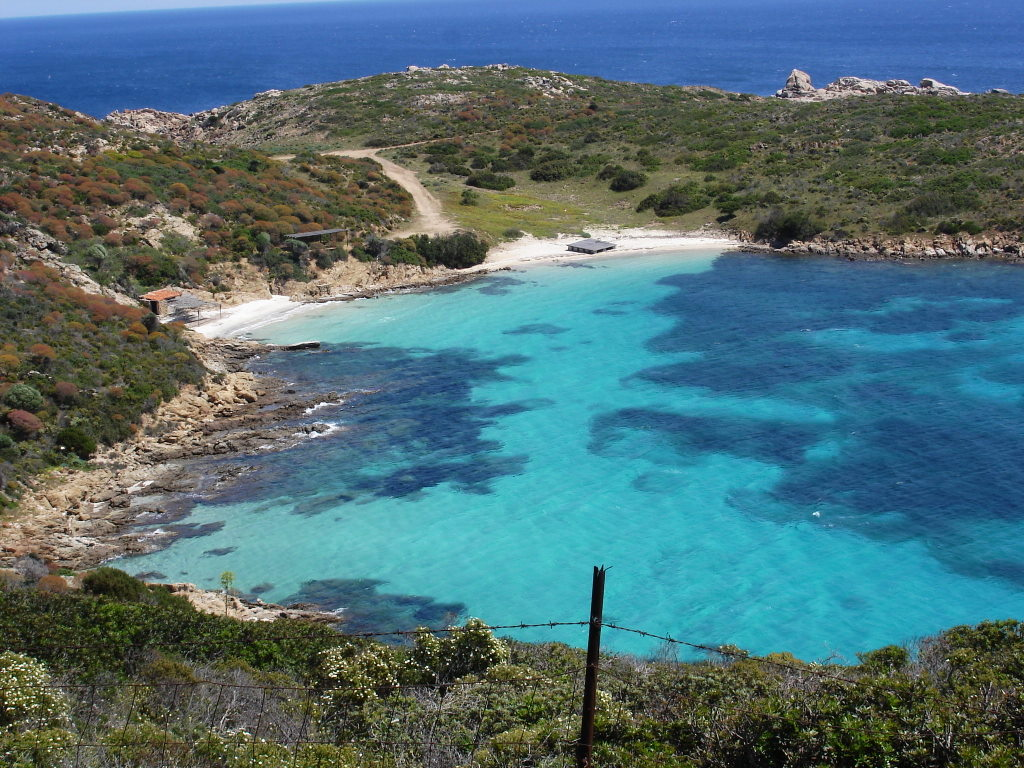